# Gare de Fontpédrouse-Saint-Thomas-les-Bains
Gare de Fontpédrouse-Saint-Thomas-les-Bains – przystanek kolejowy w Fontpédrouse, w departamencie Pireneje Wschodnie, w regionie Oksytania, we Francji. Jest zarządzany przez SNCF (budynek dworca) i przez RFF (infrastruktura). 
Został otwarty w 1910 przez Compagnie des chemins de fer du Midi et du Canal latéral à la Garonne. Jest obsługiwany przez pociągi TER Languedoc-Roussillon.

## Położenie
Przystanek znajduje się na Ligne de Cerdagne, w km 19,704, na wysokości 1051 m n.p.m., pomiędzy stacjami Thuès-Carença i Sauto. 

## Linie kolejowe
- Ligne de Cerdagne